# Menotre
Il Menotre è un fiume di alta collina che scorre interamente nel territorio del comprensorio montano folignate.

## Geografia
Il fiume nasce dalle sorgenti del fosso di Favuella, ad 800 m s.l.m., nei pressi del paese di Orsano (frazione montana del comune di Sellano, a 30 km da Foligno) e del monte Mareggia. Nei pressi dell'abitato di Rasiglia, il fiume si arricchisce di un certo numero di acque tributarie e si allarga a scorrere nella omonima valle, ad un'altezza media di 530 m s.l.m.
Il bacino imbrifero di 113 km² copre una distanza di circa 30 km; all'altezza di Pale, una serie di salti e gole (dette dell'Altolina) lo fanno precipitare per circa 300 m nella Valle Umbra, prima che il fiume sfoci nel Topino nei pressi di Scanzano, alle porte di Foligno.
La buona portata (1 m³/s), ora drasticamente diminuita a causa delle innumerevoli opere di captazione, ha sempre assicurato forza motrice ad agricoltura ed opifici, sviluppatisi nel corso dei secoli nei paesi attraversati, quali Rasiglia, Scopoli, Pale, Belfiore, Vescia.
Anche se in numero esiguo, è tuttora possibile incontrare esemplari di trota fario e gamberi di fiume nel corso superiore.